# Bhatkal
Bhatkal är en ort i Indien.   Den ligger i distriktet Uttar Kannada och delstaten Karnataka, i den sydvästra delen av landet, 1 700 km söder om huvudstaden New Delhi. Bhatkal ligger 12 meter över havet och antalet invånare är 31 735.
Terrängen runt Bhatkal är platt. Havet är nära Bhatkal åt sydväst. Runt Bhatkal är det tätbefolkat, med 308 invånare per kvadratkilometer. Bhatkal är det största samhället i trakten. I omgivningarna runt Bhatkal växer huvudsakligen savannskog.